# Гироид

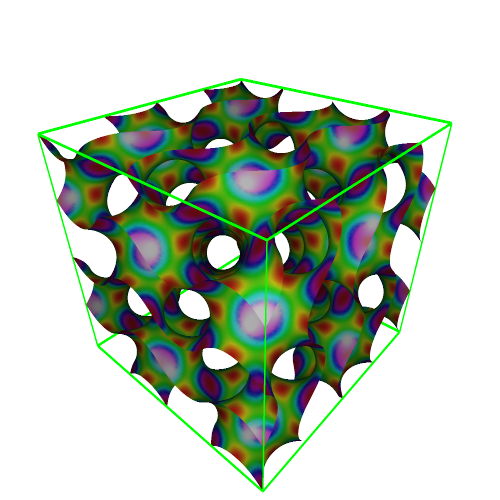
Гироид, раскрашенный так, чтобы показать гауссову кривизну в каждой точке

Гироид — бесконечно связанная трижды периодическая минимальная поверхность, открытая Аланом Шоэном в 1970 году.

## История и свойства
Гироид — единственный нетривиальный вложенный член ассоциированного семейства поверхностей Шварца P и D. Угол ассоциации с поверхностью D равен примерно 38,01°. Гироид подобен лидиноиду. 
Гироид обнаружил в 1970 году Алан Шоэн, учёный NASA. Он вычислил угол ассоциации и дал убедительные рисунки пластиковых моделей, но не привёл доказательство возможности вложения. Шоэн заметил, что гироид не содержит ни прямых линий, ни плоских симметрий. 
Карчер с помощью построения сопряжённой поверхности дал в 1989 году другое, более современное, трактование поверхности. 
В 1996 году Гроссе-Браукманн и Вольгемут доказали, что поверхность вложена, и в 1997 году Гроссе-Браукманн дал ПСК (Поверхности постоянной средней кривизны) варианты гироида и сделал дальнейшие численные исследования относительно отношения объёмов гироида минимальной поверхности и ПСК гироида.
Гироид разделяет пространство на два конгруэнтных лабиринта. Гироид имеет кристаллографическую группу {\displaystyle I4_{1}32} (№ 214). Каналы проходят через лабиринты гироида в направлениях (100) и (111). Проходы выходят под углами в 70,5 градусов к любому каналу, когда он пересекается. Направление, в котором это происходит, вращается вниз по каналу, что и дало название «Гироид» (от греч. «гирос» — вращение).
Гироид относится к члену, который находится в ассоциированном семействе поверхности Шварца P, но на самом деле гироид существует в нескольких семействах, которые сохраняют различные симметрии поверхности. Более полная дискуссия о семействах минимальных поверхностей появляется в статье о трижды периодических минимальных поверхностях.
Что интересно, подобно некоторым другим трижды периодическим минимальным поверхностям, гироид может быть тригонометрически аппроксимирован коротким уравнением:
{\displaystyle \sin x\cos y+\sin y\cos z+\sin z\cos x=0}
Структура гироида тесно связана с кристаллом K4  (граф Лавеса обхвата десять).

## Приложения
В природе самообразующиеся структуры гироида встречаются в некоторых поверхностно активных веществах или мезофазах липидов и блок-сополимерах. На фазовой диаграмме полимера гироидная фаза находится между пластинчатой и цилиндрической. Такие самообразующиеся структуры полимеров находят применение в экспериментальных суперконденсаторах, ячейках солнечных батарей и нанопористых мембранах.
Мембранные структуры гироида были найдены случайно внутри клеток.
Структуры гироида имеют фотонные запрещённые зоны, что делает их потенциальными фотонными кристаллами. Отдельные гироидные фотонные кристаллы наблюдались в биологической структурной окраске на крыльях бабочек и на перьях птиц, что стимулирует работы над биометрическими материалами. Гироидные митохондральные мембраны, найденные в колбочках сетчатки глаза определённых представителей Тупайи, представляют уникальную структуру, которая может иметь оптическую функцию.
В 2017 году исследователи MIT изучали возможность использования формы гироида для превращения двумерных материалов, таких как графен, в трехмерный структурный материал низкой плотности, но высокой прочности.
Исследователи из Кембриджского университета показали контролируемое химическое осаждение из газовой фазы графенового гироида размером менее 60 нм. Эти переплетённые структуры являются одними из наиболее мелких свободных графеновых трёхмерных структур. Они являются проводниками, механически стабильны, легко переносятся и представляют интерес для широкого ряда применений.
Гироидный рисунок нашёл применение в 3D-печати для лёгких структур ввиду высокой прочности в сочетании со скоростью и простотой печати с помощью FDM 3D-принтера.